# Miami Dolphins 2013
La stagione 2013 dei Miami Dolphins è stata la numero 48 della franchigia, la quarantaquattresima nella National Football League. I Dolphins rimasero in corsa per i playoff fino all'ultima gara della stagione, a cui avrebbero avuto accesso se avessero battuto in casa i già eliminati New York Jets. La squadra invece fu sconfitta e rimase fuori dalla post-season per il quinto anno consecutivo.

## Cambiamento del logo

I logo introdotto a partire dal 2013.

Durante la stagione 2012, vi furono speculazioni sul fatto che i Dolphins avrebbero potuto aggiornare il proprio logo, rimasto immutato dalla stagione 1997 Il 26 dicembre 2012, tramite l'account di dell'amministratore delegato dei Dolphins Mike Dee Twitter, Dee annunciò in via non ufficiale che la squadra avrebbe cambiato logo ma che stava ancora valutando diversi design; la decisione sarebbe stata annunciata il giorno del Draft NFL 2013.
Il 27 marzo 2013, dopo un'accidentale rivelazione del logo su NFL.com, Dee confermò che quello apparso sul sito della lega era effettivamente il nuovo logo della franchigia.. Questo avvenne quasi un mese prima di quella che era prevista come la data ufficiale della rivelazione.

## Scelte nel Draft 2013
| Giro | Scelta | Giocatore      | Ruolo                    | College        | Rif | Note          |
| ---- | ------ | -------------- | ------------------------ | -------------- | --- | ------------- |
| 1    | 3      | Dion Jordan    | Defensive end            | Oregon         |     |               |
| 2    | 54     | Jamar Taylor   | Cornerback               | Boise State    |     |               |
| 3    | 77     | Dallas Thomas  | Offensive tackle/Guardia | Tennessee      |     |               |
| 3    | 93     | Will Davis     | Cornerback               | Utah State     |     |               |
| 4    | 104    | Jelani Jenkins | Linebacker               | Florida        |     |               |
| 4    | 106    | Dion Sims      | Tight end                | Michigan St.   |     |               |
| 5    | 164    | Mike Gillislee | Running back             | Florida        |     |               |
| 5    | 166    | Caleb Sturgis  | Placekicker              | Florida        |     | Compensatoria |
| 7    | 250    | Don Jones      | Strong safety            | Arkansas State |     | Compensatoria |

## Staff
| Staff dei Miami Dolphins nel 2013 |
| --- |
| Organi dirigenziali - Chairman/Managing General Partner: Stephen M. Ross - Vice-Chairman/Partner: Jorge Perez - Vice-Chairman: Donald F. Shula - CEO: Mike Dee - General Manager: Jeff Ireland - Executive Vice President of Football Administration: Dawn Aponte Capo allenatore - Joe Philbin Altri allenatori - Sviluppo della forza e della condizione: Darren Krein - Assistente dello sviluppo della forza e della condizione: Dave Puloka Allenatori dell'attacco - Coordinatore dell'attacco: Mike Sherman - Quarterback: Zac Taylor - Assistente Quarterback: Ben Johnson - Running back: Jeff Nixon - Wide Receiver: Ken O'Keefe - Assistente Wide Receiver: Phil McGeoghan - Tight End: Dan Campbell - Offensive Line: Jim Turner - Assistente Offensive Line: Chris Mosley Allenatori della difesa - Coordinatore della difesa: Kevin Coyle - Defensive Line: Kacy Rodgers - Assistente Defensive Line: Charlie Bullen - Linebacker: George Edwards - Assistente linebacker: David Corrao - Defensive Back: Lou Anarumo - Assistente Defensive Back: Blue Adams Allenatori dello special team - Coordinatore dello Special Team: Darren Rizzi - Assistente dello Special Team: Marwan Maalouf |

## Roster
| Roster dei Miami Dolphins nel 2013 |
| --- |
| Quarterback - 7 Pat Devlin - 8 Matt Moore - 17 Ryan Tannehill Running Back - 40 Tyler Clutts FB - 35 Mike Gillislee - 26 Lamar Miller - 34 Marcus Thigpen - 33 Daniel Thomas Wide Receiver - 10 Brandon Gibson - 82 Brian Hartline - 86 Rishard Matthews - 11 Mike Wallace Tight End - 42 Charles Clay FB - 84 Michael Egnew - 80 Dion Sims Offensive Linemen - 77 Tyson Clabo T - 75 Nate Garner G - 68 Richie Incognito G - 74 John Jerry G - 71 Jonathan Martin T - 51 Mike Pouncey C - 70 Dallas Thomas G/T - 62 Danny Watkins G - 72 Will Yeatman T Defensive Linemen - 95 Dion Jordan DE - 90 Vaughn Martin DL - 98 Jared Odrick DE - 79 Derrick Shelby DE - 96 Paul Soliai DT - 94 Randy Starks DT - 50 Olivier Vernon DE - 91 Cameron Wake DE Linebacker - 59 Dannell Ellerbe LB - 56 Jonathan Freeny LB - 43 Jelani Jenkins LB - 57 Josh Kaddu LB - 55 Koa Misi LB - 93 Jason Trusnik LB - 52 Philip Wheeler LB Defensive Back - 28 Nolan Carroll CB - 30 Chris Clemons S - 29 Will Davis CB - 21 Brent Grimes CB - 40 Keelan Johnson S - 36 Don Jones CB - 20 Reshad Jones S - 37 Kelcie McCray S - 25 R.J. Stanford CB - 22 Jamar Taylor CB - 32 Michael Thomas S - 27 Jimmy Wilson S Special Team - 92 John Denney LS - 2 Brandon Fields P - 9 Caleb Sturgis K Lista delle riserve - 19 Armon Binns WR (IR) - 81 Dustin Keller TE (IR) Squadra di allenamento - 65 Sam Brenner G - 44 Jordan Kovacs SS - 78 Al Lapuaho DT - 87 Marvin McNutt WR - 86 Kyle Miller TE - 31 De'Andre Presley CB - 85 Brian Tyms WR - 76 Jason Weaver OT Roster aggiornato al 8 settembre 2013 53 attivi, 2 inattivi, 8 nella squadra di allenamento, 0 free agent |
| Legenda - I rookie sono in corsivo. - Il primo ruolo è il principale mentre gli eventuali successivi indicano i ruoli secondari. - (IR) sta per Injured Reserve ed indica la lista ristretta per un solo giocatore infortunato che può tornare ad allenarsi dopo la settimana 6 e a rientrare in prima squadra dopo che questa ha giocato 8 partite. - (NF-Inj.) / (NF-Ill.) stanno rispettivamente per Non-Football Injured e Non-Football Illness ed indicano le liste dove viene inserito un giocatore che ha un infortunio o una malattia non dipendente dal football americano. - (PUP) sta per Physically Unable to Perform ed indica la lista dove viene inserito un giocatore mentre è in attesa di recuperare la condizione fisica. Nella stagione regolare dopo la sesta partita giocata dalla propria squadra, il giocatore ha tempo tre settimane per riprendere ad allenarsi, più tre settimane aggiuntive dal suo rientro agli allenamenti per rientrare in prima squadra. |

## Partite

### Stagione regolare
| Turno | Data               | Ora                | Avversario             | Risultato          | Risultato          | Stadio                  | TV                 | NFL.com recap      |
| Turno | Data               | Ora                | Avversario             | Punteggio          | Record             | Stadio                  | TV                 | NFL.com recap      |
| ----- | ------------------ | ------------------ | ---------------------- | ------------------ | ------------------ | ----------------------- | ------------------ | ------------------ |
| 1     | 8 settembre        | 1:00 p.m. EDT      | @ Cleveland Browns     | V 23–10            | 1–0                | FirstEnergy Stadium     | CBS                | Recap              |
| 2     | 15 settembre       | 1:00 p.m. EDT      | @ Indianapolis Colts   | V 24–20            | 2–0                | Lucas Oil Stadium       | CBS                | Recap              |
| 3     | 22 settembre       | 4:05 p.m. EDT      | Atlanta Falcons        | V 27–23            | 3–0                | Sun Life Stadium        | Fox                | Recap              |
| 4     | 30 settembre       | 8:40 p.m. EDT      | @ New Orleans Saints   | S 17–38            | 3–1                | Mercedes-Benz Superdome | ESPN               | Recap              |
| 5     | 6 ottobre          | 1:00 p.m. EDT      | Baltimore Ravens       | S 23–26            | 3–2                | Sun Life Stadium        | CBS                | Recap              |
| 6     | Settimana di pausa | Settimana di pausa | Settimana di pausa     | Settimana di pausa | Settimana di pausa | Settimana di pausa      | Settimana di pausa | Settimana di pausa |
| 7     | 20 ottobre         | 1:00 p.m. EDT      | Buffalo Bills          | S 21–23            | 3–3                | Sun Life Stadium        | CBS                | Recap              |
| 8     | 27 ottobre         | 1:00 p.m. EDT      | @ New England Patriots | S 17–27            | 3–4                | Gillette Stadium        | CBS                | Recap              |
| 9     | 31 ottobre         | 8:25 p.m. EDT      | Cincinnati Bengals     | V 22–20 dts        | 4–4                | Sun Life Stadium        | NFLN               | Recap              |
| 10    | 11 novembre        | 8:40 p.m. EST      | @ Tampa Bay Buccaneers | S 19–22            | 4–5                | Raymond James Stadium   | ESPN               | Recap              |
| 11    | 17 novembre        | 4:05 p.m. EST      | San Diego Chargers     | V 20–16            | 5–5                | Sun Life Stadium        | CBS                | Recap              |
| 12    | 24 novembre        | 1:00 p.m. EST      | Carolina Panthers      | S 16–20            | 5–6                | Sun Life Stadium        | Fox                | Recap              |
| 13    | 1º dicembre        | 1:00 p.m. EST      | @ New York Jets        | V 23–3             | 6–6                | MetLife Stadium         | CBS                | Recap              |
| 14    | 8 dicembre         | 1:00 p.m. EST      | @ Pittsburgh Steelers  | V 34–28            | 7–6                | Heinz Field             | CBS                | Recap              |
| 15    | 15 dicembre        | 1:00 p.m. EST      | New England Patriots   | V 24–20            | 8–6                | Sun Life Stadium        | CBS                | Recap              |
| 16    | 22 dicembre        | 1:00 p.m. EST      | @ Buffalo Bills        | S 0–19             | 8–7                | Ralph Wilson Stadium    | CBS                | Recap              |
| 17    | 29 dicembre        | 1:00 p.m. EST      | New York Jets          | S 7–20             | 8–8                | Sun Life Stadium        | CBS                | Recap              |

LEGENDA
Gli avversari della propria division sono in grassetto